# Altica elongatula
Altica elongatula är en skalbaggsart som beskrevs av Csiki in Heikertinger och Csiki 1939. Altica elongatula ingår i släktet Altica och familjen bladbaggar. Inga underarter finns listade i Catalogue of Life.